# العلاقات الهندية العمانية
العلاقات العمانية الهندية، هي العلاقات الخارجية بين الهند وسلطنة عمان. للهند سفارة في مسقط. تم افتتاح قنصلية هندية في مسقط في فبراير 1955 والتي تم ترقيتها إلى قنصلية عامة عام 1960 ولاحقاً أصبحت قنصلية عام 1971. وصل أول سفير للهند إلى مسقط عام 1973. أقامت عمان سفارة لها في نيودلهي عام 1972 وقنصلية عامة في مومباي عام 1976. تتمتع الهند وعمان بعلاقات تجارية وثقافية منذ آلاف السنين. يوجد في عُمان جالية هندية كبيرة وبالنسبة لعمان، تعتبر الهند شريك تجاري هام. سياسياً، دعمت عمان طلب الهند للحصول على عضوية دائمة في مجلس الأمن الدولي.
توسع استخدام البحرية الهندية لميناء الدقم الجديد في عمان.

## التاريخ

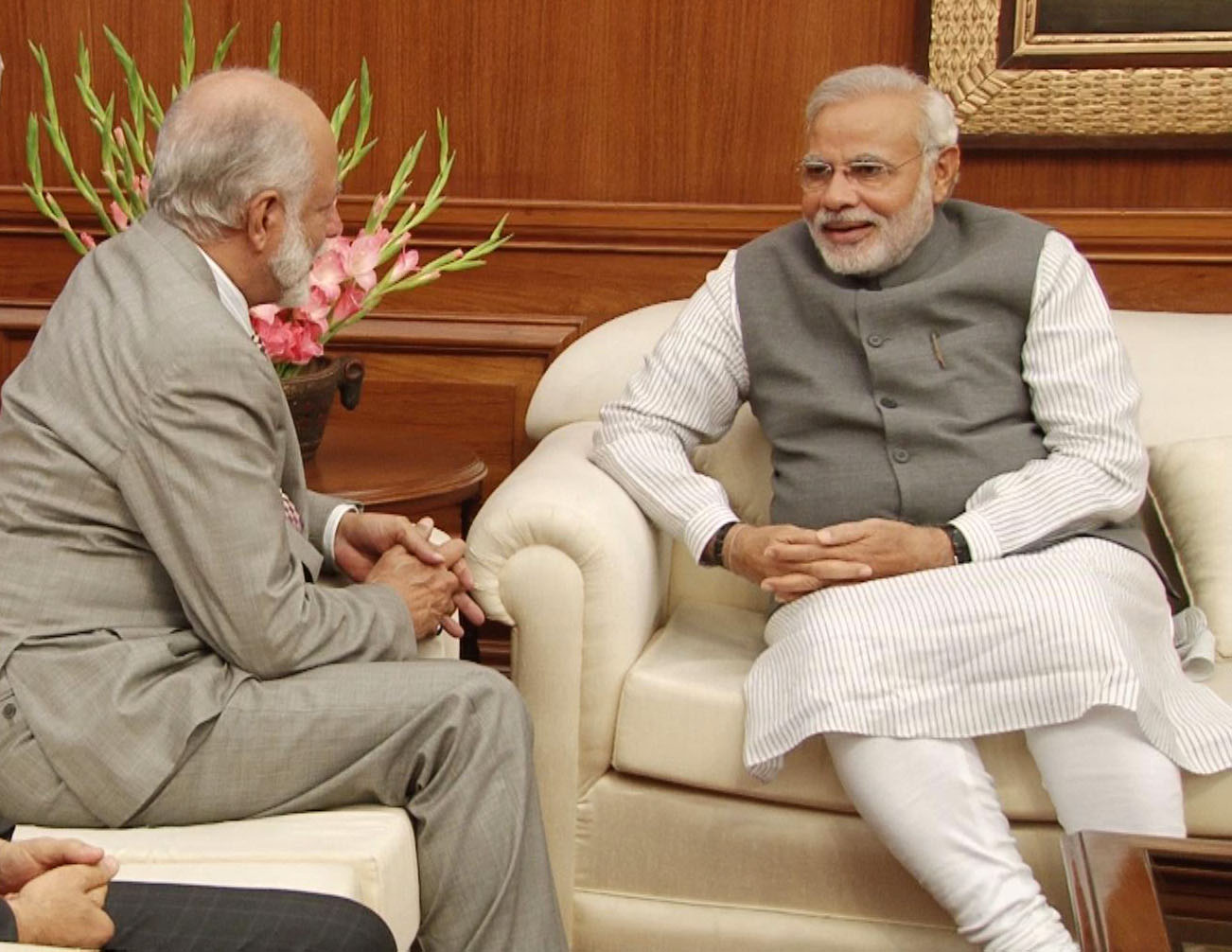
المبعوث الخاص لسلطان عُمان في لقاء رئيس الوزراء الهندي ناريندرا مودي، أغسطس 2014.

## خط أنابيب الغاز
تدرس الهند إنشاء خط أنابيب غاز طبيعي تحت الماء بطول 1.100 كم من عمان. يحمل خط الأنابيب اسم مؤسسة جنوب آسيا للغاز (SAGE)، وسيكون بديلاً خط أنابيب إيران-پاكستان-الهند. وشهد المشروع بطئاً في التنفيذ على الرغم من أنه تم بحثه لأول مرة عام 1985.

## العلاقات العسكرية

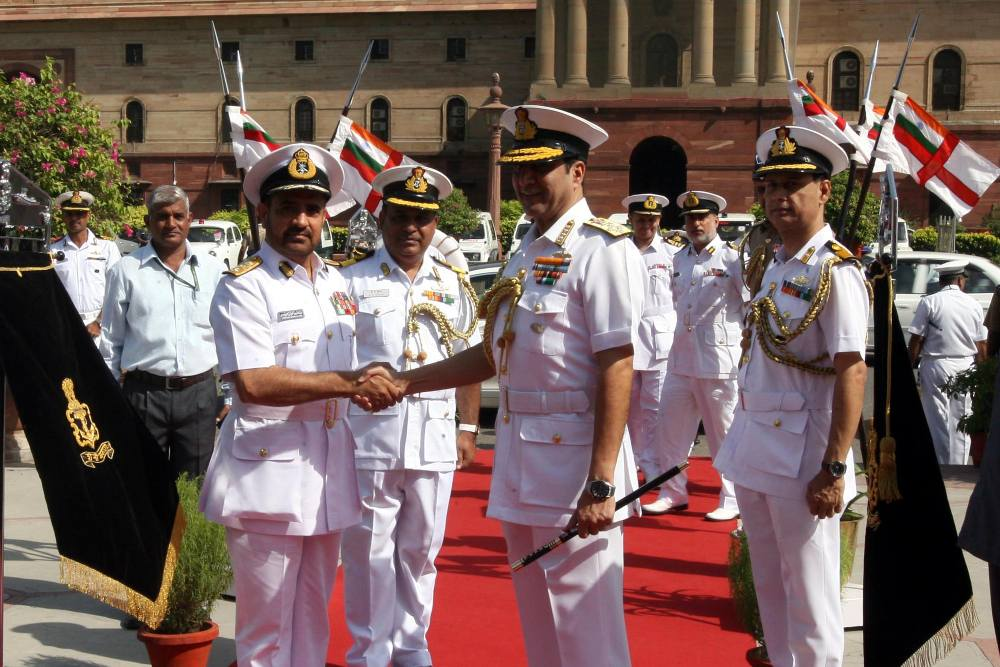
الأميرال الهندي روبين دوان يستقبل الأميرال العماني عبد الله بن خصيم بن عبد الله الريسي في ساوث بلوك، نيودلهي، 7 سبتمبر 2015.

### نسيم البحر
نسيم البحر هي تدريبات بحرية ثنائية بين الهند وعمان. عُقدت التدريبات لأول مرة عام 1993. وعُقدت الدورة التاسعة منها في يناير 2016. وتشمل التدريبات مجموعة متنوعة من التفاعلات المهنية والاجتماعية والرياضية والمؤتمرات إلى جانب عمليات للملاحة وتدريبات مشتركة على مكافحة القرصنة وعمليات الطيران.

### ميناء الدقم
يقع ميناء الدقم على الساحل الجنوبي الشرقي لعمان، مشرفاً على بحر العرب والمحيط الهندي. ويحتل ميناء الدقم موقعاً استراتيجياً، على مقربة من ميناء جابهار في إيران. مع تطوير جزيرة أسينشين في سيشل وأكالكا في موريشيوس، ينسجم الدقم مع خارطة الطريق الهندية الاستباقية فيما يخص الأمن البحري.
مؤخراً، شهد الدقم تزايد في الأنشطة الهندية. في سبتمبر 2017، نشرت الهند غواصة هجومية في ميناء الدقم غرب بحر العرب. دخلت غواصة طراز شيشومار (طراز غواصات) ميناء الدقم برفقة السفينة آي‌إن‌إس مومباي وطائرتين دورية بحرية طويلتي المدى طراز پ-8آي. قامت الهند بإدخال طائرة استطلاع لميناء الدقم الاستراتيجي من أجل الاستخدام العسكري. تم نشر الوحدات البحرية لمدة شهر بهدف تعزيز الاستطلاع والتعاون.
في أغسطس 2017، وقعت عمان مذكرة تفاهم مع المملكة المتحدة تسمح للبحرية الملكية باستخدام ميناء الدقم. سمحت الاتفاقية بدخول المملكة المتحدة لمرافق الدقم، ومن بين السفن التي سُمح لها بالرسو في الميناء حاملة الطائرات إتش‌إم‌إس كوين إليزابث، أكبر سفينة في البحرية البريطانية.
قيل أيضاً أن الجانبان قد أعربا عن ارتياحهما للتعاون الأمن الثنائي المتواصل في مجالات محاربة الإرهاب، تشارك المعلومات وبناء القدرات، وأعرب رئيس الوزراء الهندي عن تقديره للدعم الذي تقدمه الأجهزة الأمنية العمانية بشأن «بعض القضايا ذات الأهمية الأمنية للهند».
فيما يخص احتياطيات النفط الاستراتيجية بالقرب من الدقم، فقد أكد رئيس الورزاء الهندي مجدداً دعوة الهند لعمان بالمشاركة في بناء احتياطيات النفط الاسترايتجية في الهند. أطلع السلطان قابوس رئيس الوزراء الهندي على المباردة العمانية الخاصة بانشاء احتياطياتها النفطية الاسترايتيجة في رأس المركز بالقرب من الدقم. اتفق الجانبان على أن هناك مجالاً واسعاً للتعاون المتبادل في بناء احتياطياتهما النفطية الاستراتيجية.
وفي لقاء رئيس ورزاء الهند|رئيس الوزراء الهندي نارندرا مودي مع السلطان قابوس بن سعيد الذي عقد في مسقط، 12 فبراير 2018، أكد الجانبان على ضرورة «الفصل بين الراعيين للإرهاب ومؤيديه»، واتفقا على أنه يتعين على المجتمع الدولي اتخاذ إجراء عاجل ضد كافة الكيانات التي تدعم الإرهاب وتستخدمه كأداة سياسية.

## وصلات خارجية
- Official website of Embassy of India,Muscat